# César Medina Lozada
César Medina Lozada (Chimbote, departamento de Áncash, 8 de mayo de 1991) es un futbolista peruano. Juega de mediocampista y su equipo actual es Alfonso Ugarte  de la Copa Perú. Tiene 33 años.

## Trayectoria
Debutó en el Cultural Casma en 2008, año en el que consiguió el pentacampeonato distrital del club. En 2009, es transferido al José Gálvez de Chimbote, descendiendo al año siguiente, club con el que consiguió el campeonato del primer Torneo Intermedio en 2011 y salió campeón en la Segunda División Peruana, fue considerado como una de los mejores mediocampistas de ese torneo. Fue el goleador de su equipo al anotar 3 goles en la final ante el Sport Ancash.
En el 2014, logró clasificar a la Copa Sudamericana 2015 con León de Huánuco. En 2015 descendió con Sport Loreto.
En el 2017 fichó por el Carlos A. Mannucci de Trujillo. Fue titular indiscutible y jugó los 28 partidos del campeonato. No pudo ascender de categoría y quedó en el séptimo puesto.

## Clubes
| Club                      | País | Año       |
| ------------------------- | ---- | --------- |
| Cultural Casma            | Perú | 2008      |
| José Gálvez               | Perú | 2009-2013 |
| León de Huánuco           | Perú | 2014      |
| Unión Comercio            | Perú | 2015      |
| Sport Loreto              | Perú | 2015      |
| Ayacucho FC               | Perú | 2016      |
| Carlos A. Mannucci        | Perú | 2017      |
| José Gálvez               | Perú | 2018      |
| Sport Chavelines          | Perú | 2019      |
| Alfonso Ugarte            | Perú | 2021      |
| Virgen de Natividad Tacna | Perú | 2022      |
| Ecosem Pasco              | Perú | 2023      |

## Palmarés

### Campeonatos nacionales
| Título                    | Club        | País | Año  |
| ------------------------- | ----------- | ---- | ---- |
| Copa Inca                 | José Gálvez | Perú | 2011 |
| Segunda División del Perú | José Gálvez | Perú | 2011 |
| Copa Federación           | José Gálvez | Perú | 2012 |